# Per Sinding-Larsen
Per Kristofer Sinding-Larsen, född 6 september 1965 i Risekatslösa församling i Skåne, är en svensk journalist, programledare och filmare. 
Han är kanske mest känd för sitt programledarskap i musikprogrammet Studio Pop på SVT och som musikkritiker i SVT:s Kulturnyheterna, men har även producerat Kent-dokumentärerna Så nära får ingen gå – ett år med Kent (2000) och Vi är inte längre där – sista åren med Kent (2016). Mellan 2007 och 2014 och 2018 och 2024 drev han webb- och TV-projektet PSL på SVT. År 2021 belönades han med en Grammis för sitt arbete med musikjournalistik. Det första av flera musikpris därefter. I 18 år var han konferencier på Roskildefestivalens stora orangea scen. 

## Bakgrund
Per Sinding-Larsen började som musikrecensent som 16-åring i Ystads Allehanda. Han var sedan med om att starta ZTV 1991 där han var programledare, reporter (över 2000 intervjuer med artister; från Bruce Springsteen och David Bowie till Led Zeppelin, Metallica och Madonna) och programchef fram till 1998. 1999 började han arbeta för Sveriges Television, också där med främst musikprogram. Han är recensent på Kulturnyheterna sedan programmets start.  
Sinding-Larsen har spelat i flera rockband (bland andra Doktor Glas, ZTX), och också sjungit opera vid Ystadoperan (bland annat Verdis Luisa Miller och Korngolds Den döda staden), komponerat elektronmusik samt framfört jazzstandards som sjungande servitör på kulturkrogen Jim's Bar i Malmö. Per Sinding-Larsen är också återkommande konferencier på Roskildefestivalens Orange Scen sedan 2001. Han arbetar av och till som DJ.
Sommaren 2007 blev Sinding-Larsen programledare för musikprogrammet PSL på SVT. I programmet intervjuade han artister, visade musikvideor, gjortdereportage och uppmärksammade konserter. PSL sändes mellan 2007 och 2014 och 2018 och 2024.Nedläggningen av programmet i december 2024 följdes av protester från musikintresserade och artister, en namninsamling och en debattartikel signerad Benny Andersson, First Aid Kit, Silvana Imam, Erik Lundin och Lover´s Skit.  
Våren 2009 var han tillsammans med Kristian Luuk programledare för det direktsända musikprogrammet Popcirkus i SVT. 2011 ledde han den kombinerade blogg- och TV-satsningen "PSL på Festival" på SVT. 
2011 var han programledare för direktsändningen av The Big 4 från Ullevi i Göteborg med Metallica, Anthrax med flera. År 2012 var hans 30:e år som musikjournalist och med flera produktioner både på webb och i TV, bland annat konsertserien "Sinding Sessions", direktsända maratonkonserten "Direkt från Summerburst" och "Studio PSL". Dessutom var han kommentator vid minneskonserten för Utöya-massakern i SVT.  
2014 var Per Sinding-Larsen programledare för den 10 timmar långa jubileumsserien "Jakten på Norge 1814–2014" som producerades och visades på NRK. I samband med detta har han hållit tal vid 17 maj-firandet på Skansen i Stockholm i Norska Ambassadens regi tillsammans med hotelldirektören Petter Stordalen.   
2016 gjorde Sinding-Larsen två ytterligare filmer, Vi är inte längre där, om Kent i samband med gruppens avsked och sista turné. 2017 gjorde han dokumentären Hertigen och Organismen om en ung hertigs intresse för hiphop.    
Under åren har Sinding-Larsen medverkat som skådespelare i flera filmer. Han var journalist i 30 november och Ted – för kärlekens skull och spelade skidande norrman i Tills Frank skiljer oss åt (2022).   
I 18 år, mellan 2001 och 2018, har Per Sinding-Larsen varit konferencier på Roskildefestivalens stora orangea scen (efter 2019 presenteras artister på scenernas storskärm).
Stiftelsen Per Sinding-Larsen Trust har startats av vänner för att stötta musik och musikkultur i hans anda. Den grundades 2015 och har under årens lopp gett stipendier till artister som t ex Daniela Rathana, Lover´s Skit, Knut€ samt musikmedia som Sonic Erection och Vad Blir Det För Rap.

## Utmärkelser
Per Sinding-Larsen gjorde under 2006 reportage till SVT-serien Musikministeriet som belönades med Stora journalistpriset 2006 och Ikarospriset 2007Han har valts till Sveriges bäst klädde man av tidningarna Café 2005, Elle 2006 och räknades som en av Sveriges modemakthavare av modetidningen King 2009. Sinding-Larsen har dessutom vid flera tillfällen röstats fram som Sveriges mäktigaste och mest intressanta musikjournalist i TV av branschorganet Musikindustrin och fått Rockparty och Sveriges Radio P3:s hederspris. Musiksajten PSL fick 2010 Svenska podradiopriset i kategorierna "Bästa Musik" och “Bästa pod-TV”, året innan fick PSL samma pris i kategorin "Bästa Musik". Sinding-Larsen stod också bakom idén till "Gympaläraren" som fick Kristallen-priset 2016. Han tilldelades en grammis för Årets specialpris vid Grammisgalan 2021. 2022 belönades han med hedersutmärkelse av amerikanska magasinet My New York för hans arbete med musik. Våren 2025 tilldelades han nordens största musiktidning Gaffa och deras specialpris samt musikfestivalen Live at Heart´pris Musikörat för hans mångåriga arbete med att lyfta fram ny musik.  

## TV-produktion i urval
- ZTV-Nytt 1992–1997
- Tryck Till (ZTV) 1994–1997
- Hej Fredag (Kanal 5) 1998
- Rock!!! (med Henrik Schyffert) (SVT 2000)
- Kvällstoppen (TV-program) med Fredrik Lindström) (SVT 2000)
- Pop i fokus (SVT 2001-2002)
- Så nära får ingen gå – ett år med Kent (SVT 2001)
- Studio Pop (SVT 2002–2005)
- Good Times Bad Times – Led Zeppelin (SVT 2002)
- Dream Baby Dream – Bruce Springsteen (SVT 2005)
- Musikministeriet (SVT 2006)
- Popcirkus (SVT 2009)
- PSL på Festival (SVT 2010)
- Metallica – Live från Ullevi (SVT 2011)
- PSL på Summerburst (SVT 2012)
- Sinding Sessions (SVT 2012 / 2014)
- Jakten på Norge (NRK 2014)
- Studio PSL (SVT 2014)
- Vi är inte längre där – sista åren med Kent (SVT 2016)
- PSL  2018–2024
- Hertigen och Organismen (2018)